# Домашнее видео (мультсериал)
«Дома́шнее ви́део» (англ. Home Movies) — американский мультсериал, выходивший в эфир с 1999 по 2004. Мультсериал рассказывает о приключениях восьмилетнего мальчика Брендона Смолла, который в свободное время снимает фильмы со своими друзьями Мелиссой Роббинс и Джейсоном Пенополисом. Брендон живёт со своей разведённой матерью Полой Смолл и своей приёмной сестрой Джоси. Также он дружит со своим футбольным тренером, вспыльчивым алкоголиком Джоном МакГирком.
Мультсериал создан студией Soup2Nuts. Он изначально выходил в эфир на UPN сети, но был отменен после пяти эпизодов. Шоу затем было взято на канал Cartoon Network, а также была первой программой в эфире в воскресенье ночью в блоке Adult Swim. Из-за того, что сериал был частью эфира Adult Swim, было снято ещё три сезона. Кроме того, сериал показывали по канадскому телевидению YTV.

## Персонажи
- Брендон Смолл (озвучивает Брендон Смолл) — восьмилетний мальчик. В своих фильмах он является и автором сценария, и режиссёром, и актёром. Через свои фильмы он высказывает все свои чувства, тревоги и переживания. Брендон — остроумный, немного философский и немного эгоистичный мальчик, поэтому не выносит, когда его фильмы критикуют.
- Джон МакГирк (озвучивает Гарри Джон Бенджамин) — тридцативосьмилетний школьный футбольный тренер. Коренной ирландец. Джон — алкоголик. Он любит часто поговорить с Брендоном о жизни, хотя часто очень груб с детьми, особенно с Мелиссой. МакГирк всегда любит произвести впечатление на мать Брендона Полу и хочет стать приёмным отцом Брендона. В детстве Джон был прекрасным танцором шотландских танцев. Один раз сидел в тюрьме. Часто помогает семье Брендона с ремонтом, или с другими похожими «безвыходными» ситуациями. Однажды Джон МакГирк получил наследство от своего умершего дяди — замороженную сардельку.
- Джейсон Пенополис (озвучивает Гарри Джон Бенджамин) — семилетний мальчик, лучший друг Брендона. Является обязательным актёром в фильмах Брендона. По происхождению — грек. Родители Джейсона не показываются, о них известно только то, что они очень богаты, и часто балуют своего ребёнка. Джейсон — болезненный ребёнок, страдает тягой к сладкому, которую помогает ему преодолевать Мелисса. Джейсон иногда бывает слишком грубым и вспыльчивым (особенно к Мелиссе), хотя может быть и влюбчивым.
- Мелисса Роббинс (озвучивает Мелисса Бардин Галски) — восьмилетняя девочка, лучшая подруга Брендона. Является обязательной актрисой в фильмах Брендона. Является фактом то, что в некоторых ситуациях она намного мудрее Джейсона и Брендона. Когда речь заходит о её семье, то Мелисса становится чувствительной, ведь она живёт только с отцом Эриком Роббинсом.
- Пола (Паула) Смолл (озвучивает Пола Паундстон/Джанин Дитулло) — мать Брендона. По специальности — учитель литературы. Временно безработная, постоянно пытается устроиться на работу, но тщетно. Разведена. Обсуждает с Брендоном его фильмы, иногда критикует их. Также, обычно за столом, разговаривает с сыном о жизни, а Брендон часто вставляет в разговор неуместные шутки. Её злят отношения её бывшего мужа Эндрю (отца Брендона) с его подругой Линдой из-за разницы в возрасте. Требует, чтобы Брендон уделял внимание и школе тоже. К тренеру Джону МакГирку Пола относится хорошо, но не желает иметь с ним близкие отношения.
- Господин Рональд Линч (озвучивает Рон Линч) — школьный учитель Брендона и Мелиссы. Его имя упоминается как Рональд, так и Дональд, причём, в одной и той же серии. На все предложения тренера МакГирка отвечает отказом, хотя в некоторых ситуациях у него не хватает сил противоречить. Думает, что говорит по-испански лучше всех, хотя это далеко не так, потому что ошибается в грамматике. Придумал своим кошкам странные имена.
- Уолтер и Перри (озвучивают Гарри Джон Бенджамин и Брендон Смолл) — два супер-дружелюбных мальчика. Они никогда не разлучны, совершают разные поступки только вместе, имеют одинаково высокий голос и носят одинаковую одежду. Они всегда счастливы вместе. Поведение их иногда может быть делинквентным, так как иногда занимаются мошенничеством.
- Двейн (Дуэйн) (озвучивает Брендон Смолл) — друг Брендона. Освоил гитару, как он считает, как никто другой. Рок-композиции его группы Брендон использует в своих фильмах.
- Эрик Роббинс (озвучивает Кац, Джонатан) — отец Мелиссы, работник агентства недвижимости. Один из близких друзей Полы Смолл. В одной из серий помогал МакГирку найти подходящую квартиру. Одно время говорил тренеру, что его жена (мать Мелиссы) что сбежала. Эрик известен своим мудрым отношением ко всему.
- Фентон Мюлей (озвучивает Сэм Седер) — одноклассник Брендона и Мелиссы. Избалованный и грубый мальчик, он раздражает всех в классе. Просит Брендона снять его в одном из своих фильмов. Его поведение изменилось после того, как на его 8-летнем дне рождения Джон МакГирк сделал ему замечание по его отношению к матери. После этого Фентон стал более послушным и тихим.
- Джоси Смолл (озвучивает Лорен Бушар) — приёмная сестра Брендона. Её биологические родители в сериале не появляются.
- Эндрю Смолл (озвучивает Луи Си Кей) — отец Брендона, юрист. Он на 11 лет старше своей второй жены Линды. Он знакомится с сыном во 2-м сезоне сериала. Брендона тоже злят отношения отца и Линды. Эндрю не присутствовал при рождении Брендона, потому что был в командировке.

## Сезоны
Всего было снято 4 сезона. 1-й сезон был снят в технике Squigglevision. Затем создатели отказались от этого стиля, и анимация всех остальных сезонов была сделана с помощью Flash.

## Упоминания
В эпизоде сериала Гриффины, пародирующем Звёздные войны, в кантине Мос-Эйсли на заднем плане можно увидеть тренера МакГирка.